# Pixy Liao

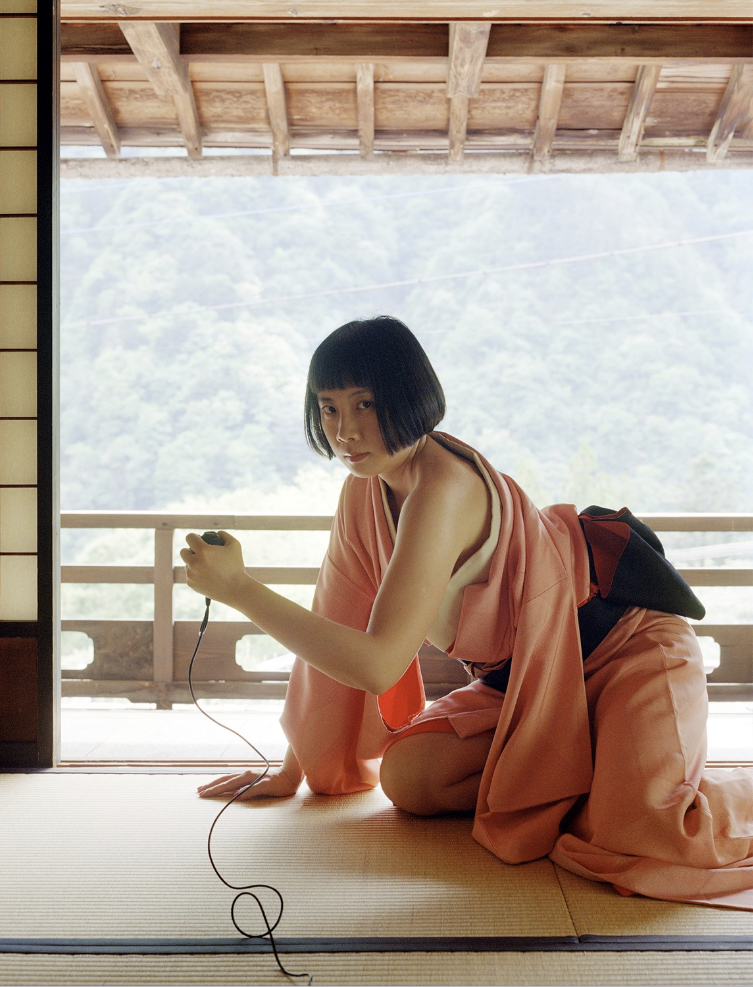
Pixy Liao (2018)

Pixy Liao (* 1979 in Shanghai), bürgerlich Yijun Liao, ist eine chinesische Künstlerin.

## Leben und Wirken
Liao stammt aus Shanghai. Sie studierte ab 2006 Fotografie an der Universität Memphis. Nach Ankunft in den Vereinigten Staaten erlebte sie einen Kulturschock und stellte ihre Identität infrage. Nach Experimenten mit Landschafts- und Selbstporträts wurde ihr Freund Moro, ein Jazzmusiker aus Japan, mit dem sie musikalisch auch in der Formation PIMO zusammenarbeitet, bald das Objekt ihrer Bilder; sie zeigen ihn oft nackt, entweder alleine oder in Interaktion mit ihr selbst, oft in bizzaren und zarten Kompositionen, die im Bildband Experimental Relationship Vol.1 2007–2017 gesammelt sind. Liao lebt heute in New York.

## Werke
- Experimental Relationship Vol.1 2007–2017, Jiazazhi Press, 2018, ISBN 9881457572
- Pimo Dictionary, Jiazazhi Press, 2018, ISBN 9881457580